# All About Soul
〈All About Soul〉은 싱어송라이터 빌리 조엘의 싱글이다. 이 곡은 1993년 발매된 그의 음반 《River of Dreams》의 두 번째 싱글이다. 이 싱글은 대니 코치마와 조 니콜로가 프로듀싱 했다. 이 곡은 미국과 영국 차트에서 각각 29위와 32위를 기록했다. B 사이드는 〈You Picked a Real Bad Time〉이었는데, 2005년 《My Lives》가 발매되기 이전까지 어느 음반에도 수록되지 않았다.

## 트랙

### 영국 CD 싱글
1. 〈All About Soul〉 (Radio edit) - 4:15
2. 〈All About Soul〉 (Remix) - 6:05
3. 〈All About Soul〉 (LP version) - 6:08
4. 〈You Picked a Real Bad Time〉 - 4:54 (빌리 조엘 프로듀싱)

## 차트
| 1993년                          | 순위 |
| ------------------------------- | ---- |
| 오스트레일리아 (ARIA)           | 34   |
| 캐나다 탑 싱글 (RPM)            | 9    |
| 네덜란드 싱글 차트              | 42   |
| 프랑스 싱글 차트                | 45   |
| 독일 GfK 엔터테인먼트 차트      | 51   |
| Iceland Singles Chart           | 30   |
| 뉴질랜드 (레코드 뮤직 NZ)       | 22   |
| 영국 싱글 (오피셜 차트 컴퍼니)  | 32   |
| 미국 빌보드 핫 100              | 29   |
| 미국 어덜트 컨템포러리 (빌보드) | 6    |
| 미국 팝 송 (빌보드)             | 17   |

| 1994년               | 순위 |
| -------------------- | ---- |
| 캐나다 탑 싱글 (RPM) | 72   |